# 西安地铁10号线
西安地铁10号线是西安地铁的线路之一，于2024年9月26日开通运营；全长34.4公里，设17座车站（7座地下站、10座高架站），也是高陵区第一条地铁线路。线路南起未央区井上村站，北至高陵区昭慧广场站。

## 车站列表
所有车站都位于西安市内。
| 站名            | 行政区 | 启用日期      | 接驳线路        | 站台类型       |
| --------------- | ------ | ------------- | --------------- | -------------- |
| 井上村          | 未央区 | 2024年9月26日 | 8号线           | 地下岛式站台   |
| 帽珥冢          | 未央区 | 2024年9月26日 |                 | 地下岛式站台   |
| 团结村          | 未央区 | 2024年9月26日 |                 | 地下岛式站台   |
| 红旗厂          | 未央区 | 2024年9月26日 |                 | 地下岛式站台   |
| 西安工大·武德路 | 未央区 | 2024年9月26日 | 14号线          | 地下岛式站台   |
| 景家堡          | 未央区 | 2024年9月26日 |                 | 地下岛式站台   |
| 未央湖          | 未央区 | 2024年9月26日 |                 | 地下岛式站台   |
| 西堡            | 灞桥区 | 2024年9月26日 |                 | 高架岛式站台   |
| 水流            | 灞桥区 | 2024年9月26日 | 3号线（規劃中） | 高架岛式站台   |
| 泾渭半岛        | 高陵区 | 2024年9月26日 |                 | 高架侧式站台   |
| 杨官寨          | 高陵区 | 2024年9月26日 |                 | 高架岛式站台   |
| 军庄            | 高陵区 | 2024年9月26日 | 17号线（待建）  | 高架双岛式站台 |
| 崇皇            | 高陵区 | 2024年9月26日 |                 | 高架侧式站台   |
| 榆楚            | 高陵区 | 2024年9月26日 |                 | 高架岛式站台   |
| 鹿苑大道        | 高陵区 | 2024年9月26日 |                 | 高架岛式站台   |
| 杏王            | 高陵区 | 2024年9月26日 |                 | 高架岛式站台   |
| 昭慧广场        | 高陵区 | 2024年9月26日 |                 | 高架岛式站台   |

## 事故
2024年4月18日23时50分，尚未开通的10号线进行列车试验时，因试验人员处置不当致列车追尾，造成1人死亡、2人受伤。